# FAR: Lone Sails
Far: Lone Sails (estilizado como FAR: Lone Sails) es un videojuego de aventuras y exploración desarrollado por la empresa suiza de desarrollo Okomotive. El juego fue lanzado para Windows y macOS en mayo de 2018, para PlayStation 4 y Xbox One en abril de 2019, para Nintendo Switch en agosto de 2019, y para Android e iOS en octubre de 2020. Una secuela, Far: Changing Tides, fue lanzada en marzo de 2022.

## Jugabilidad
En FAR, el jugador controla al conductor de un gran vehículo mientras exploran un entorno postapocalíptico. El vehículo del juego ha sido modificado varias veces. Se juega desde una perspectiva de desplazamiento lateral, con el interior del vehículo visto como una sección transversal. Para controlar el vehículo, el jugador debe moverse dentro de él, operar estaciones y presionar botones para realizar varias funciones que mantienen el vehículo en movimiento, como activar el motor o llenar la caldera con fuentes de combustible encontradas a lo largo del viaje del jugador.
Las diferentes partes del vehículo pueden sufrir daños, lo que requiere que el jugador se detenga y apague incendios y repare sistemas dañados. También se requiere que resuelvan rompecabezas en el mundo para permitir que el vehículo pase y recoja mejoras para él. El juego no tiene enemigos, aunque el personaje del jugador puede morir debido a peligros ambientales y reiniciará en el último punto de control.
Si bien el juego comienza con una escena de entierro, el resto de la historia de fondo es intencionalmente vaga, con los desarrolladores pretendiendo que la curiosidad del jugador los motive a explorar. Los paisajes que se atraviesan durante el juego muestran las ruinas de una civilización tecnológicamente avanzada, y un mundo donde los océanos se han secado, dejando barcos masivos varados en lechos secos y episodios de clima extremadamente peligroso.

## Desarrollo y lanzamiento
FAR: Lone Sails comenzó en 2015 como un proyecto de tesis de licenciatura del desarrollador principal, Don Schmocker, en la Universidad de Artes de Zúrich. Durante su maestría, continuó el desarrollo junto con su compañero estudiante Goran Saric. Fundaron el estudio de juegos Okomotive en febrero de 2017 y ampliaron el equipo con otros estudiantes y amigos de la universidad.
Schmocker se inspiró en las Strandbeests, el libro "Stephen Biesty's Incredible Cross-Sections", "The Straight Story" y juegos como Journey y LittleBigPlanet al diseñar FAR. Buscando adoptar un nuevo enfoque en el uso de vehículos en los videojuegos, los desarrolladores tenían como objetivo crear un juego en el que el jugador dependiera de su vehículo, formando un vínculo emocional con él a lo largo del juego. El juego está desarrollado en Unity, y los desarrolladores utilizan Blender y Adobe Photoshop para los gráficos en 3D y 2D respectivamente.
FAR se lanzó para macOS y Windows el 17 de mayo de 2018, para PlayStation 4 y Xbox One el 2 de abril de 2019, para Nintendo Switch el 18 de agosto de 2019, y para Android e iOS el 22 de octubre de 2020.

## Recepción
FAR recibió críticas "generalmente favorables", según el agregador de reseñas Metacritic .
Anna Washenko, escribiendo para Mashable, nombró al juego como uno de sus favoritos de E3 2016, calificándolo como un "juego simple pero encantador". Después de jugar el juego en GDC 2017, Chris Livingston de PC Gamer describió FAR como "uno de los juegos más intuitivos" que había jugado, elogiando también el diseño visual y la música. En Polygon, Charlie Hall describió el juego como teniendo "más significado, transmitido en silencio, que muchos de los grandes juegos AAA lanzados hasta ahora este año". Kyle Hilliard de Game Informer elogió la capacidad del juego para conectar al jugador con su vehículo, la construcción del mundo y los rompecabezas.
GameSpot otorgó al juego una puntuación de 8/10, elogiando el estilo visual y la facilidad de juego. Edwin Evans-Thirlwell de Eurogamer recomendó el juego, describiéndolo como una "aventura enormemente entrañable" y comentando positivamente sobre el ritmo del juego y los entornos. Escribiendo para IGN, Tom Marks describió la música del juego como "impresionante" e "increíble". Observó que Lone Sails era un "juego pequeño y hermoso" y "un viaje lleno tanto de momentos estresantes como serenos por igual".
El juego fue finalista en la categoría de Mejor Juego de Estudiantes en el Festival de Juegos Independientes de 2017, También fue nominado a "Mejor Diseño Visual" en los Premios Golden Joystick de 2018 y a "Juego, Puzzle" en los Premios de la Academia Nacional de Críticos de Videojuegos.

## Secuela
Se anunció una secuela titulada FAR: Changing Tides en junio de 2021, la cual fue lanzada el 1 de marzo de 2022.

## Enlaces
- Sitio web oficial Website Okomotive

Website Mister Whale's Game Service
- Datos: Q29344684